# Bonamoussadi (Douala)
Bonamoussadi est un quartier de la commune d'arrondissement de Douala V, subdivision de la Communauté urbaine de Douala. Il constitue le chef-lieu du 5e arrondissement de la ville de Douala, capitale économique du Cameroun.

## Historique

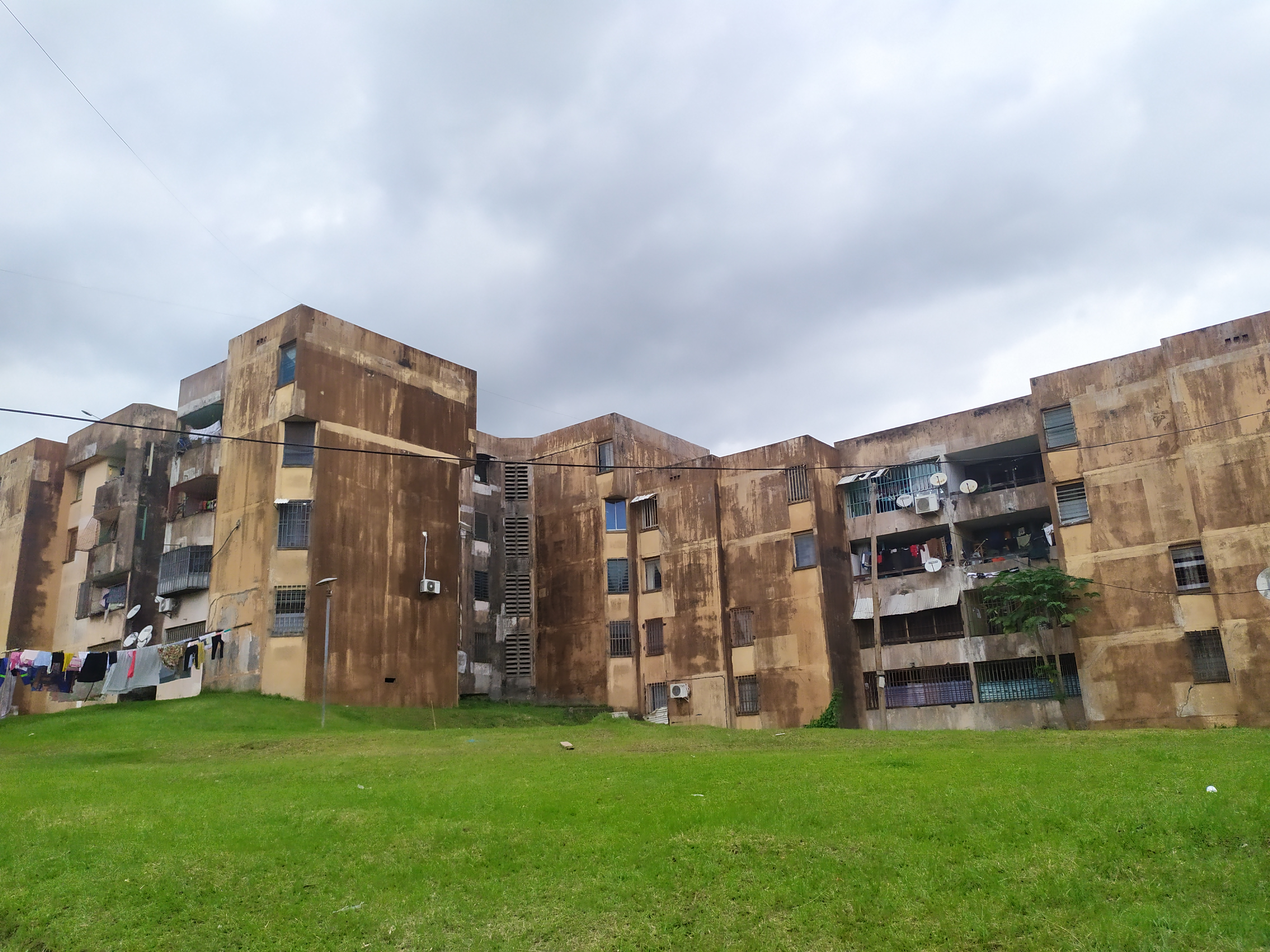
Immeuble Camp SIC.

Bonamoussadi est une forme contractée de Bona Mouangué nu sadiqui, en langue duala, signifie « la descendance du petit Mouangué ». 
Dans l’imaginaire de Douala, habiter à Bonamoussadi, c’est faire partie de la nouvelle bourgeoisie de Douala.

## Géographie

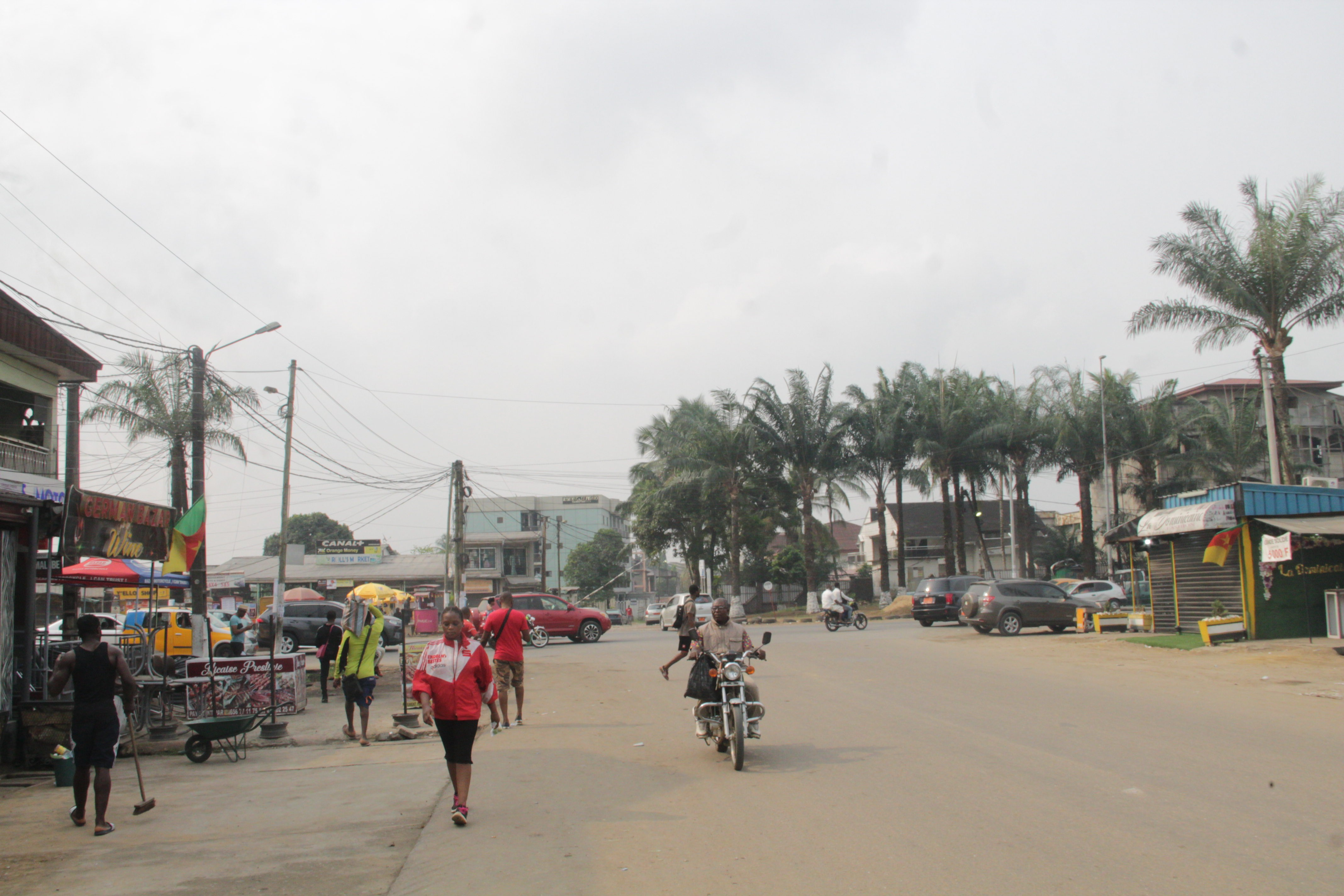
Route menant au quartier Santa Barbara.

Bonamoussadi est un quartier situé à proximité du centre de la ville de Douala. Il est limité par les quartiers Makepe, Denver, Santa Barbara et Kotto.

## Population
Le recensement de 2005 relève la population de 10 614 habitants à Bonamossadi Village et 34 767 habitants pour Bonamoussadi Cité.

## Institutions
- Maire de l'arrondissement de Douala V[5]

## Éducation
- École primaire publique d'application de Bonamoussadi
- Lycée de Bonamoussadi
- CETIF d'Akwa-Nord Bonamoussadi
- ENIEG de Douala-Bonamoussadi

## Lieux de culte

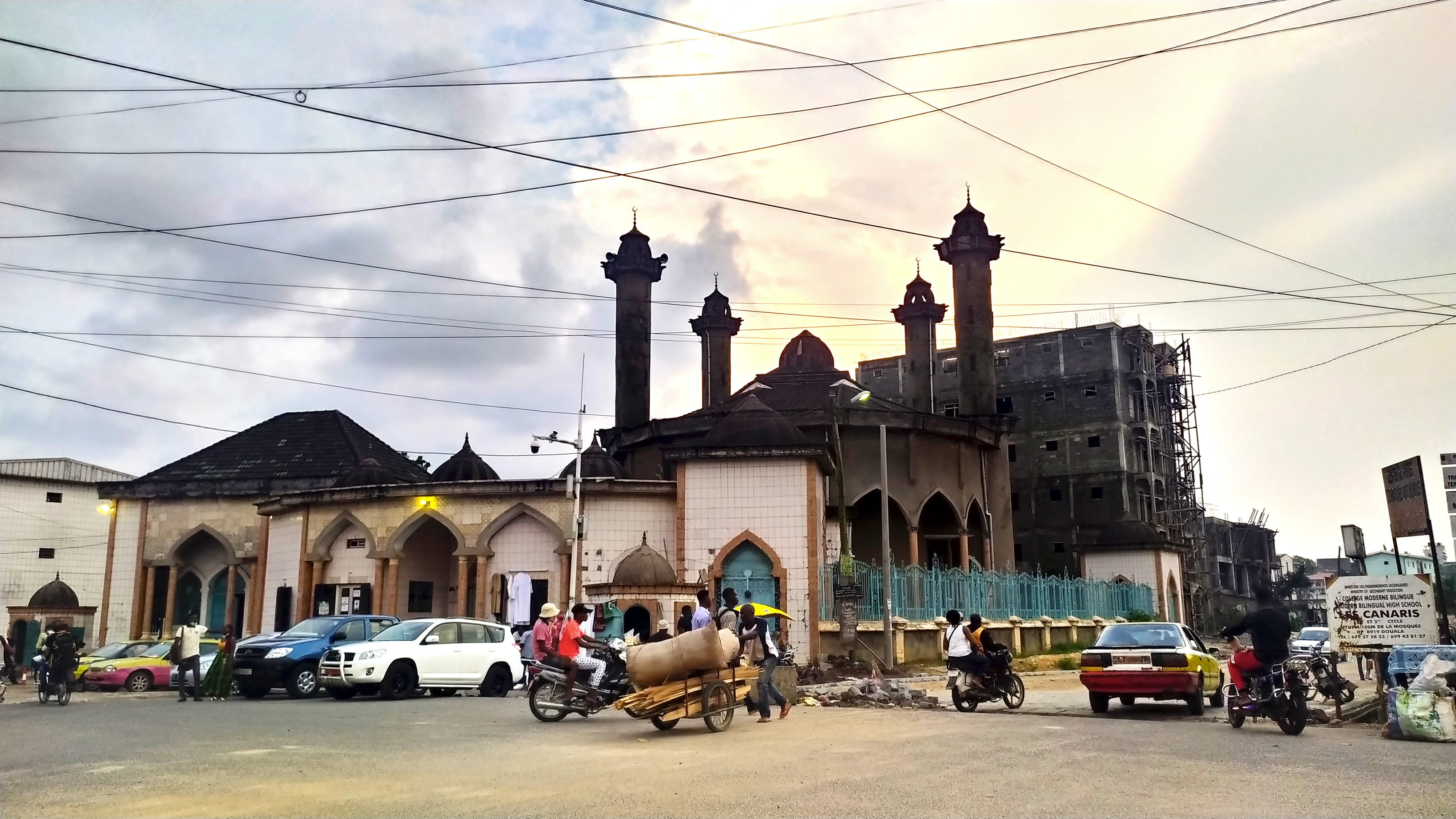
Mosquée de Bonamoussadi.

- Église catholique notre dame de l'annonciation de Bonamoussadi
- Église Évangélique du Cameroun (EPC), Bonamoussadi
- Mosquée de Bonamoussadi
- Église presbytérienne Camerounaise (EPC) Communauté Antioche Bonamoussadi
- salles du royaume des témoins de Jéhovah.

## Lieux populaires
- Le marché de Bonamoussadi

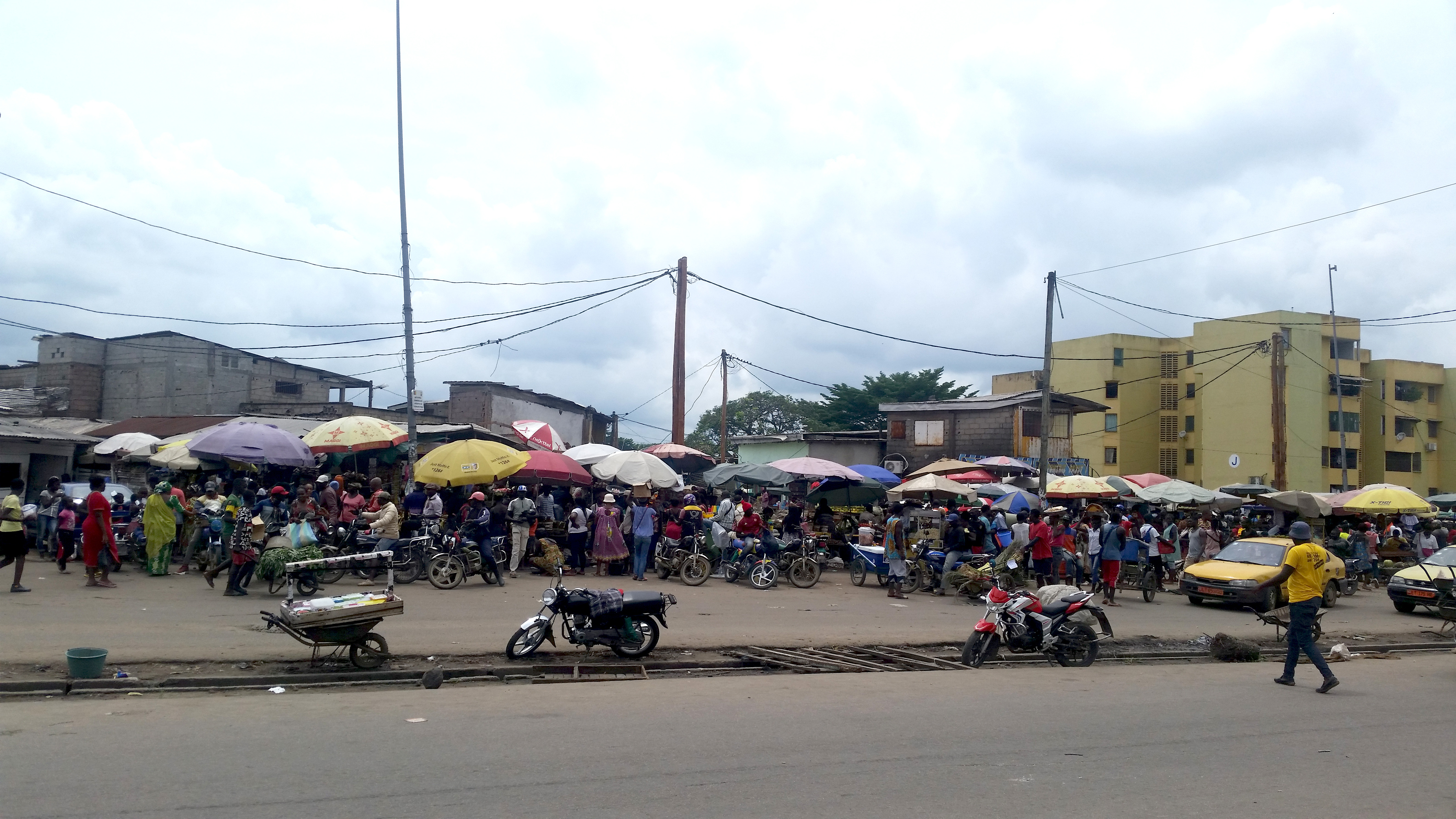
Le marché.

- Le parcours vita (lieu de regroupement des sportifs du quartier)
- La mairie de Douala 5

## Santé
- Hôpital Ad lucem Bonamoussadi[6]
- Hôpital de district de bonamoussadi [7]

## Sport
Le quartier abrite un terrain d'entrainement et de matchs de football dénommé "Petit terrain Bonamoussadi". Il est, notamment, le lieu d'entraînement de l'équipe sportive les étoiles Bankon Barombi.